# Rhachithecium nipponicum
Rhachithecium nipponicum là một loài rêu trong họ Rhachitheciaceae. Loài này được (Toyama) Wijk & Margad. mô tả khoa học đầu tiên năm 1960.